# نقش‌برجسته گودرز شاه (سرپل ذهاب)
نقش‌برجسته گودرز شاه نقش‌برجسته‌ای تاریخی مربوط به دوران اشکانیان است که در شهر سرپل ذهاب در استان کرمانشاه قرار دارد. این نقش‌برجسته در پایین نقش‌برجستهٔ آنوبانی‌نی قرار دارد.

## موقعیت
نقش‌برجستهٔ گودرزشاه در شهر سرپل ذهاب در پایین نقش‌برجستهٔ آنوبانی‌نی در ارتفاع ۷ متری از روی زمین، بر روی صخره‌ای قرار دارد که ناوکه‌ل نامیده می‌شود.

## قدمت
نقش‌برجستهٔ گودرزشاه مربوط به دوران اشکانیان است و گودرز دوم (اشک بیستم) پسر گیو را نشان می‌دهد.

## ویژگی‌ها
کادری که نقش‌برجستهٔ گودرز بر روی آن حجاری شده، به شکل مستطیل است و قسمت میانی آن ۱/۳۵ متر ارتفاع دارد. طول کادر آن در مجموع از انتهای دم اسب تا زاویهٔ سمت راست بالغ بر ۲/۳۹ متر است. زاویهٔ بالایی سمت چپ به صورت مدور حجاری شده و به همین دلیل دم اسب از سمت چپ کادر بیرون زده‌است.
نقش‌برجستهٔ گودرزشاه در سرپل ذهاب، یکی از بزرگان اشکانی را نشان می‌دهد که سوار بر اسبی شده‌است. شاه اشکانی از بدن نیم‌رخ و از صورت تمام‌رخ حجاری شده‌است و پیراهنی کوتاه تا بالای ران، شلواری گشاد به پا و کلاهی بر سر دارد که اطراف آن را رشته‌های شرابه‌دار فراگرفته و گوشه‌های بلند کلاه به روی شانه‌های شاه افتاده‌است. سوار با دست راستش افسار اسب را گرفته و در جلوی اسب، مردی ایستاده که گلی را به شاه تقدیم می‌کند.
این نقش‌برجسته دارای کتیبه‌ای به خط پهلوی است که در گوشهٔ چپ نقش‌برجسته قرار دارد و مضمون آن چنین است:
«این پیکر خود گودرز شاه بزرگ، پسر گیو»
در گوشهٔ راست نقش‌برجسته نیز کتیبهٔ دیگری حجاری شده که در آنجا نیز به خط پهلوی نوشته شده:
«این پیکر خود روان دژدار حلوان»